# Daredevils of the West
Daredevils of the West é um seriado estadunidense de 1943, gênero Western, dirigido por John English, em 12 capítulos, estrelado por Allan Lane, Kay Aldridge e Eddie Acuff. Foi produzido e distribuído pela Republic Pictures, e veiculou nos cinemas estadunidenses a partir de 1 de maio de 1943.

## Sinopse
Foster (Charles Miller), o proprietário da linha de diligência local em Canyon City na década de 1880, recebeu uma franquia da Comissão Federal e está concorrendo para completar um novo caminho através da terra Comanche com a ajuda de sua filha, June (Kay Aldridge) e seu chefe de construção Red Kelly (Eddie Acuff). Sem o conhecimento deles, seu suposto amigo, negociante de gado e terras Martin Dexter (Robert Frazer) e o advogado da cidade, Silas Higby (Ted Adams), têm planos próprios.
Dexter contrata um bando de renegados índios para atacar os trabalhadores da estrada. O índio Jim Brady (Budd Buster) vê uma carroça conduzida por June e Red sendo atacada por renegados, e alerta o Capitão Duque Cameron (Allan Lane) e sua tropa de cavalaria dos EUA, mas, antes que eles cheguem, Foster é morto juntamente com muitos dos seus trabalhadores. Cameron, um amigo de longa data da família Foster, solicita a seu comandante, o Coronel Andrews (Stanley Andrews) uma licença ajudar June na continuidade do projeto de seu pai. Ele então procura descobrir quem está por trás do ataque renegado e, onze cliffhangers após, chega à solução final.

## Produção
Após uma longa parceria William Witney & John English, em que juntos dirigiram 17 seriados para a Republic, até 1941, esse foi o primeiro seriado da Republic que English dirigiu sozinho.
A trama envolve uma quadrilha de grileiros de terras que tentam impedir a passagem da Foster Stage Company através do território de fronteira, no entanto, a história é apenas um veículo para a instalação de numerosas seqüências de ações de acrobacia elaboradas, com perigos e armadilhas que o herói e a heroína devem enfrentar para sobreviver. Como foi o caso com outros seriados da República lançados durante a guerra, como King of the Mounties e The Masked Marvel, um ritmo rápido, mesmo frenético, é evidente em toda a trama, o que fez do seriado um favorito entre os fãs. Esse ritmo frenético se tornaria uma marca registrada dos seriados da Republic, e inspiraria filmes futuros, tais como Raiders of the Lost Ark, nos anos 1980.
Ambos os atores nativos americanos que atuaram em The Lone Ranger como o companheiro Tonto – Chief Thunder Cloud (dos seriados sobre Lone Ranger da década de 1930) e Jay Silverheels (da série de televisão The Lone Ranger de 1949 a 1957) – aparecem na sequência em que Kay Aldridge e Eddie Acuff são feitos reféns por índios.
O seriado foi considerado por muito tempo um filme parcialmente perdido; durante anos, cópias apenas dos capítulos 2, 4, 5 e 12 circulam em 16 milímetros entre os colecionadores de filme. O seriado inteiro, no entanto, nunca foi totalmente perdido, simplesmente nunca foi relançado nos cinemas, ou lançado em vídeo, porque 5 rolos de som a partir do material de arquivo aparentemente desapareceram não muito tempo após a exposição original dos seriados. A ausência destes rolos pode ser a razão pela qual a Republic Pictures não ofereceu nenhuma objeção para posteriormente vender uma cópia incompleta do seriado par o ator Cowboy William Hopalong Cassidy Boyd, como imagens de arquivo.
Todos os 12 capítulos foram exibidos, pela primeira vez em 65 anos, em maio de 2008 pelo Serial Squadron no SerialFest 2008 em Newtown, Pensilvânia. O filme posteriormente foi exibido no festival de cinema de Lone Pine em outubro de 2009 e no festival de cinema de Memphis em junho de 2010.
Daredevils of the West com o áudio restaurado e dublado nas sequências em que faltava o diálogo, foi lançado em DVD pelo Serial Squadron, uma organização que restaura seriados clássicos, em fevereiro de 2011.

## Elenco
- Allan Lane … Duke Cameron
- Kay Aldridge … June Foster
- Eddie Acuff … Red Kelly
- William Haade … Barton Ward
- Robert Frazer … Martin Dexter
- Ted Adams … Silas Higby
- George J. Lewis ... Turner
- Charles F. Miller ... Foster
- Tom London ... Miller (não-creditado)
- Herbert Rawlinson ... T.M. Sawyer (não-creditado)
- Rex Lease ... Jack (cap. 9)
- Kenneth Harlan	...	Comissário Territorial [Cp. 9, 10] (não creditado)
- Edmund Cobb	...	Telegrafista Ed (Cp. 6) (não creditado)

## Produção
Daredevils of the West foi orçado em $140,550, porém seu custo final foi $167,003, e foi o seriado da Republic mais barato em 1943.
Foi filmado entre 9 de janeiro e 13 de fevereiro de 1943, sendo a produção de número 1199.
Kay Aldridge e Allan Lane foram anunciados como "suas Majestades, o Rei e a Rainha dos Seriados".

### Dublês
- Tom Steele como Duke Cameron (dublando Allan Lane)
- Babe DeFreest como June Foster (dublando Kay Aldridge)
- Pierce Lyden
- Eddie Parker
- Allen Pomeroy
- Ken Terrell
- Bill Yrigoyen
- Joe Yrigoyen

### Efeitos especiais
Todos os efeitos especiais de Daredevils of the West foram produzidos pelos Lydecker brothers.

## Lançamento
O lançamento oficial de Daredevils of the West foi 1 de maio de 1943, apesar de esta ser a data da disponibilização do 6º capítulo.

## Capítulos
1. Valley of Death (24min 44s)
2. Flaming Prison (15min 33s)
3. The Killer Strikes (15min 35s)
4. Tunnel of Terror (15min 32s)
5. Fiery Tomb (15min 32s)
6. Redskin Raiders (15min 33s)
7. Perilous Pursuit (15min 36s)
8. Dance of Doom (15min 31s)
9. Terror Trail (15min 32s)
10. Suicide Showdown (15min 32s)
11. Cavern of Cremation (15min 34s)
12. Frontier Justice (15min 32s)

Fonte: